# (1414) Jérôme
(1414) Jérôme – planetoida z pasa głównego asteroid okrążająca Słońce w ciągu 4 lat i 240 dni w średniej odległości 2,79 au. Została odkryta 12 lutego 1937 roku w Algiers Observatory w Algierze przez Louisa Boyera. Nazwa planetoidy pochodzi od Jérôme Boyera, ojca odkrywcy. Przed nadaniem nazwy planetoida nosiła oznaczenie tymczasowe (1414) 1937 CE.